# Kalzinierung
Als Kalzinierung, Calcinieren oder Calcination (von lateinisch calcinatio von calx für Kalkstein) bezeichnet man in der Chemie und der Verfahrenstechnik allgemein das Umwandeln in eine kalkähnliche Substanz durch Erhitzen von Stoffen in Luft. Im Gegensatz zur Pyrolyse ist die Abwesenheit von Sauerstoff in diesem Verfahren nicht notwendig. Das Verfahren wird z. B. bei der Herstellung von Aluminium aus Bauxit eingesetzt. Der dabei entstehende Rohstoff wird bei über 1500 °C gebrannt und als kalzinierter Bauxit bezeichnet.
Eine spezifischere Bedeutung umfasst das Erhitzen (Brennen) von calcium- und magnesiumcarbonathaltigen Mineralien mit dem Ziel, diese zu entwässern oder zu zersetzen.
Die Kalzinierung erfolgt beim Kalkbrennen als Teil des technischen Kalkkreislaufs. Als Zersetzungsprodukte entstehen Wasser, das Calciumoxid (oder andere Metalloxide) und das entweichende Kohlenstoffdioxid (CO2). Ähnlich verlaufen die Kalzinationsvorgänge bei Magnesit und Dolomit.
Der Vorgang findet auch bei der Gipsherstellung und grundsätzlich bei der Entfernung von Kristallwasser aus hydratisierten Salzen (Beispiel: Calcinierte Soda) statt. Beim Ton- und Porzellanbrennen entweicht ebenfalls gebundenes Wasser unter gleichzeitigem Zusammensintern der Teilchen.
Technisch spielt die Kalzinierung z. B. bei der Herstellung von Zement, Aluminiumoxid oder der Verarbeitung von Petrolkoks (siehe Delayed Coking) eine Rolle. Dabei werden vor allem Drehrohröfen verwendet. Calciumoxid (Branntkalk) wird überwiegend in Schachtöfen hergestellt.
Die Kalzinierung wird bei der Analyse glasfaserverstärkter Kunststoffe gemäß DIN EN ISO 1172 zur Bestimmung des Textilglas- und Mineralfüllstoffgehalts eingesetzt. Diese Methode stellt eine thermogravimetrische Analyse nach Veraschung dar.

## Geschichte
In der Alchemie spielte die Kalzinierung eine wichtige Rolle. Der Begriff „calcinatio“ bezeichnete dabei im weiten Sinne eine Pulverisierung eines Stoffes, oft durch das Rösten in einer Schale. Unter Kalzination oder Calcination versteht man in der Spagyrik das Veraschen von getrockneten Heilpflanzen.
Bereits in der römischen Antike gewann man durch die Kalzinierung Calciumoxid als Baustoff. Beispielsweise wurden entsprechende Öfen entlang des Limes gefunden.
Im 18. Jahrhundert verstand man unter Kalzinierung die Erhitzung von Feststoffen über dem Feuer und das damit verbundene „Austreiben von flüchtigen Stoffen“. Vor der Entdeckung des Sauerstoffs war es nicht zu verstehen, dass es sich bei der „Kalzinierung“ von Metallen und der „Kalzinierung“ von Kalk um völlig unterschiedliche Reaktionen handelte. Im ersten Fall wird Sauerstoff aus der Luft mit dem Metall verbunden, was zu einer Gewichtszunahme führt. Im zweiten Fall wird Kohlenstoffdioxid abgespalten, wodurch sich das Gewicht des Feststoffs verringert. Die Gewichtszunahme im Falle der Kalzinierung von Metallen wurde fälschlich mit der Existenz einer hypothetischen Substanz aus dem Feuer („Phlogiston“) erklärt.